# ديف آلفين
ديف آلفين (بالإنجليزية: David Albert Alvin)‏ هو كاتب أغاني وعازف قيثارة وموسيقي ومغن مؤلف ومغني وشاعر أمريكي، ولد في 11 نوفمبر 1955 في داوني في الولايات المتحدة.

## وصلات خارجية
- ديف آلفين على موقع IMDb (الإنجليزية)
- ديف آلفين على موقع الموسوعة البريطانية (الإنجليزية)
- ديف آلفين على موقع ميوزك برينز (الإنجليزية)
- ديف آلفين على موقع ميوزك برينز (الإنجليزية)
- ديف آلفين على موقع أول ميوزيك (الإنجليزية)
- ديف آلفين على موقع ديسكوغز (الإنجليزية)
- ديف آلفين على موقع قاعدة بيانات الفيلم (الإنجليزية)